# Xiphidium
Xiphidium är ett släkte av enhjärtbladiga växter. Xiphidium ingår i familjen Haemodoraceae.
Kladogram enligt Catalogue of Life:
| Xiphidium | \| \| Xiphidium caeruleum \| \| \| \| \| \| Xiphidium xanthorrhizon \| \| \| \| |
|           | \| \| Xiphidium caeruleum \| \| \| \| \| \| Xiphidium xanthorrhizon \| \| \| \| |
|           | Anigozanthos                                                                    |
|           |                                                                                 |
|           | Barberetta                                                                      |
|           |                                                                                 |
|           | Blancoa                                                                         |
|           |                                                                                 |
|           | Conostylis                                                                      |
|           |                                                                                 |
|           | Dilatris                                                                        |
|           |                                                                                 |
|           | Haemodorum                                                                      |
|           |                                                                                 |
|           | Lachnanthes                                                                     |
|           |                                                                                 |
|           | Macropidia                                                                      |
|           |                                                                                 |
|           | Phlebocarya                                                                     |
|           |                                                                                 |
|           | Pyrrorhiza                                                                      |
|           |                                                                                 |
|           | Schiekia                                                                        |
|           |                                                                                 |
|           | Tribonanthes                                                                    |
|           |                                                                                 |
|           | Wachendorfia                                                                    |
|           |                                                                                 |
|           | Xiphidium caeruleum                                                             |
|           |                                                                                 |
|           | Xiphidium xanthorrhizon                                                         |
|           |                                                                                 |

|  | Xiphidium caeruleum     |
|  |                         |
|  | Xiphidium xanthorrhizon |
|  |                         |

## Bildgalleri

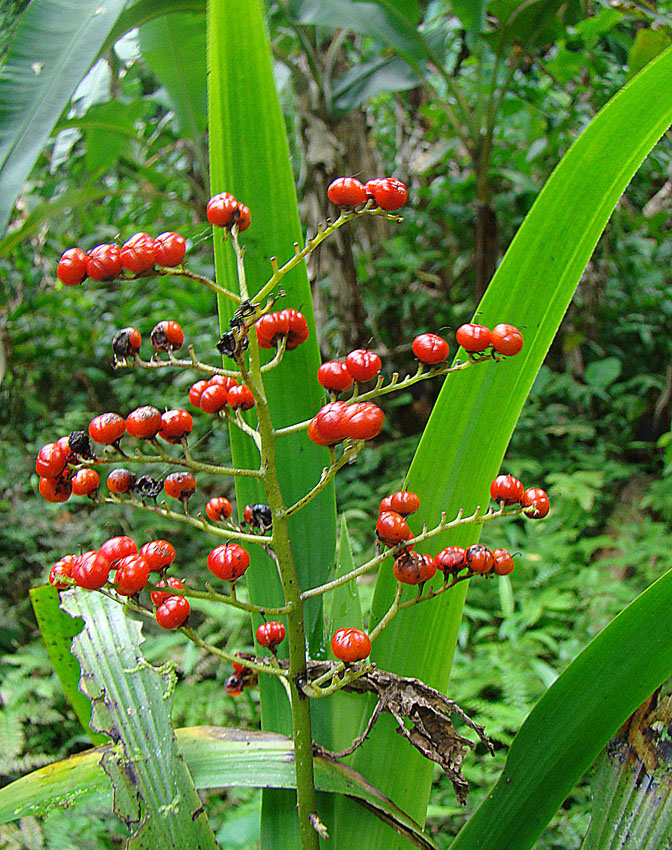
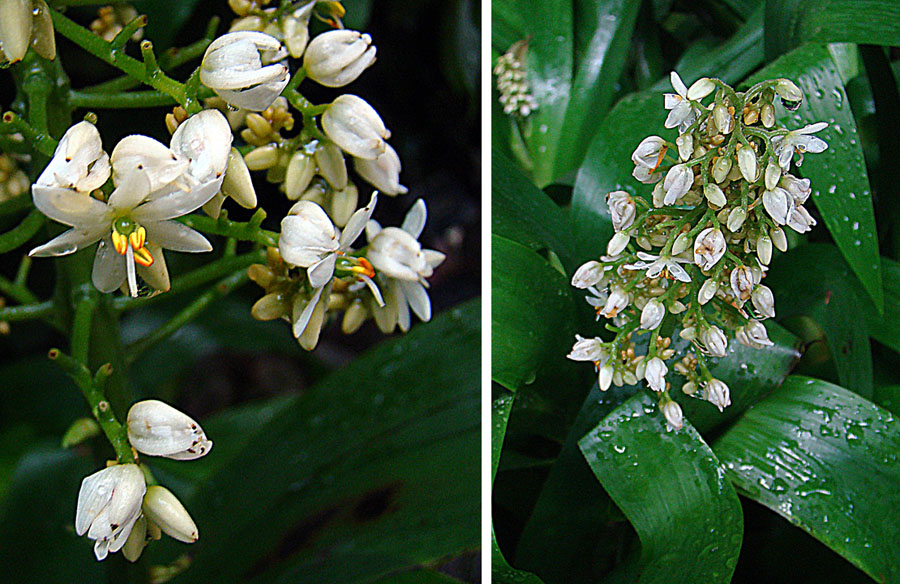
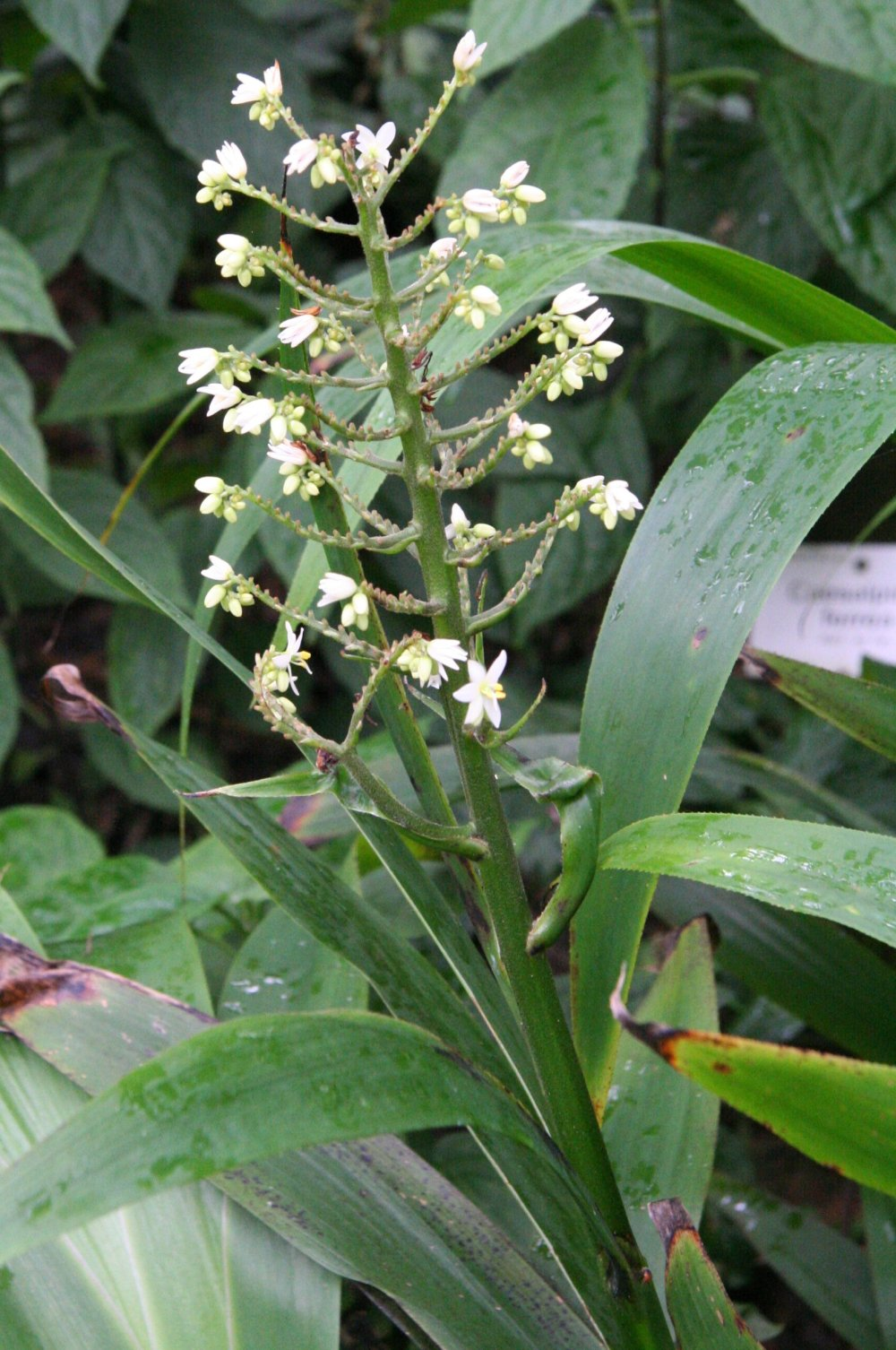